# Каховский, Михаил Васильевич
Граф (с 1797) Михаил Васильевич Каховский (Коховский; 1734 — 1800) — русский генерал-аншеф екатерининской эпохи (с 1784; 1796 — генерал от инфантерии). Первый могилёвский губернатор (1773—1779). Командующий во время русско-польской войны 1792 года. В 1791—1796 гг. нижегородский генерал-губернатор.

## Биография

### Ранние годы
Представитель дворянского рода Каховских. Воспитывался в сухопутном шляхетском корпусе.
На службе с 1752 года. Принимал участие в Семилетней войне начиная с 1758 года и был в сражениях при Цорндорфе, при Пальциге и Кунерсдорфе. В 1760 году произведён в поручики; в том же году назначен состоять при австрийском генерале Лаудоне, при котором и находился во время блокады Бреславля, в сражении при Лигнице и при отступлении после сражения, затем находился в корпусе графа Чернышева при взятии Берлина. С 1761 года — капитан.
В 1766 году Каховский был произведён в бригадиры; в 1768 году назначен генерал-квартирмейстером в армию князя А. М. Голицына, с которой и принял участие в кампании 1769 г. против турок (Хотин); в 1770 г. перешёл в армию П. И. Панина (Бендеры), а в 1771 — в армию князя Долгорукова, действовавшую в Крыму. В 1770 году был награждён орденом Святой Анны.

### В Белоруссии
Отличные способности Каховского как офицера генерального штаба и администратора выдвинули его из ряда других; в 1771 году он был произведен в генерал-майоры, и ему было вверено начальствование над особым отрядом, назначенным держать кордон по рекам Западной Двине и Днепру, «для заграждения прилегающей к Польской Литве границы нашей» и произ-ва «экзекуций» в имениях польских магнатов, замеченных в противодействии видам русского правительства в Польше.
В 1772 г. Каховский был назначен губернатором Могилевской губернии, присоединённой к России после первого раздела Польши. Впоследствии сенат ставил в пример другим наместникам меры, принятые Каховским по обеспечению населения губернии хлебом, устройству путей сообщения, почты и т. п.

### В Крыму
В 1779 г. Каховский был назначен членом Военной коллегии, а в 1783 г., командуя отдельным корпусом, участвовал в операциях в Крыму, закончившихся присоединением его к России. В 1784 г. произведен в генерал-аншефы.
С началом второй турецкой войны (1787) Каховский был назначен командующим 2-й дивизией Екатеринославской армии и управляющим Таврической областью. Для противодействия высадке неприятеля в Крыму он предлагал, не обороняя побережье полуострова, отступить внутрь страны, сосредоточить весь Крымский корпус или большую его часть и атаковать.
В 1791 г. князь Потёмкин, оценивший способности Каховского по управлению Крымом и усердно рекомендовавший его с тех пор императрице, вызвал его из Крыма в армию, где он принял участие в осаде Анапы, а по отъезде Потёмкина из армии и скорой смерти его вступил в командование армией и Черноморским флотом.
Впрочем, вести военные действия в качестве командующего Каховскому не довелось, ибо в это время уже велись мирные переговоры, и ему выпало лишь вывести армию с театра войны и расположить в пограничном районе.
В Карасубазаре  в 1793 г. был выстроен греческий собор во имя святителя Николая. Строительство храма благословил преосвященный Иов (Потемкин), епископ Феодосийский и Мариупольский. Немалую помощь оказал и генерал от инфантерии граф М. В. Каховский.
Существует распространённое заблуждение, что первым Правителем Таврической области был именно Михаил Каховский, а не его брат Василий Каховский. Возможно, это вызвано тем, что Михаил продвинулся гораздо выше брата по карьерной лестнице и достиг большей известности.

### В Речи Посполитой
Вслед за тем начались приготовления к новой войне с Польшей, и Каховскому было вверено начальствование над 65-тысячной Украинской армией, назначенной для действий против главных сил князя Иосифа Понятовского в Подолии, Волыни и на Украине.
Каховский составил план, по которому главные силы армии (корпуса Голенищева-Кутузова и Дунина) должны были вторгнуться в Польшу со стороны Днестра и действовать в охват правого фланга поляков; корпус Дерфельдена должен был двинуться через Ольвиополь против левого фланга противника, а корпус Леванидова — действовать с тыла.
Действуя согласно этому плану, Каховский вынудил неприятельскую армию после ряда мелких боев отступить за Буг, на берегах которого у с. Дубенки и нанес полякам столь сильное поражение, что король Станислав Понятовский признал дальнейшее сопротивление невозможным, присоединился к Тарговицкой конфедерации и послал своему племяннику Иосифу приказание прекратить военные действия.
Последний, однако, не сразу подчинился и попытался внезапным нападением у Маркушева повернуть военное счастье в пользу Польши. Однако предусмотрительный и осторожный Каховский не дал застать себя врасплох, отбил нападение и, преодолев за 72 дня свыше 700 вёрст от Днестра до Вислы, занял Варшаву. Эта победа повлекла за собой второй раздел Польши, а Каховский 28 июня 1792 г. был награждён орденом Святого Андрея Первозванного.

### Последние годы
Из-за столкновения с молодым графом Зубовым, имевшим широкие связи при дворе, Каховский был отозван из армии и назначен пензенским и нижегородским генерал-губернатором. В 1794 г. ему, однако, снова было вверено начальствование над войсками в Крыму с сохранением и звания генерал-губернатора названных выше провинций.
По вступлении на престол император Павел I переименовал Каховского в генералы от инфантерии, назначив начальником Таврической дивизии и (с 1798 года) шефом Севастопольского мушкетёрского полка. В 1797 г. он пожаловал Каховскому графское достоинство. Благоволение государя продолжалось недолго. В феврале 1800 г. «за старостью лет и неумеренную им отставку нижних чинов» Каховский был отставлен от службы и в том же году умер.
Похоронен граф в ограде Православного Свято-Никольского  храма, г. Белогорск.

## Награды
- Орден Святой Анны (1770)
- Орден Святого Александра Невского (1786)[2][3].
- Орден Святого апостола Андрея Первозванного  (28.06.1792)

## Семья
Михаил Васильевич Каховский был женат на Марии Денисовне Давыдовой и имел детей:
- Александр (1768—1827)[4], полковник, в отставке руководитель тайного общества «каналий»
- Александра (?—1812), фрейлина; замужем за Д. Н. Арсеньевым.
- Екатерина (1784—15.08.1832[5]), замужем за П. И. Арсеньевым, умерла от чахотки.

Брак был расторгнут, а Мария Денисовна вторым браком сочеталась с Петром Алексеевичем Ермоловым, от которого родила будущего известного генерала Алексея Петровича Ермолова (1777—1861) и дочь Анну.
Младший брат Михаила, Василий Васильевич Каховский (1738—1795) — генерал-майор, правитель Таврической области (1784—1788) и Екатеринославского наместничества (1788—1794).

## Внешние ссылки
- Каховский, Михаил Васильевич, граф // Военная энциклопедия : [в 18 т.] / под ред. В. Ф. Новицкого … [и др.]. — СПб. ; [М.] : Тип. т-ва И. Д. Сытина, 1911—1915.
- Каховский, Михаил Васильевич // Энциклопедический словарь Брокгауза и Ефрона : в 86 т. (82 т. и 4 доп.). — СПб., 1890—1907.
- Биография М. В. Каховского (1734—1800)
- Каховский М. В. Краткое примечание о полуострове Таврическом и острове Тамань // Русский архив, 1873. — Кн. 1. — Вып. 3. — С. 592—607. Архивная копия от 15 февраля 2018 на Wayback Machine